# Sainte-Terre
 Sainte-Terre  es una población y comuna francesa, situada en la región de Aquitania, departamento de Gironda, en el distrito de Libourne y cantón de Castillon-la-Bataille.

## Demografía
| 1406 | 1407 | 1355 | 1416 | 1564 | 1635 |
| Para los censos de 1962 a 1999 la población legal corresponde a la población sin duplicidades (Fuente: INSEE [Consultar]) |      |      |      |      |      |